# Слуцкий, Анатолий Григорьевич
Анатолий Григорьевич Слуцкий (15 июля 1894 года, Челябинск, Челябинский уезд, Российская империя — 1 января 1979) — советский историк, занимавшийся вопросами истории международного коммунистического движения.

## Биография
В 1913 году поступил на юридический факультет Психоневрологического института в Петербурге, где включился в студенческое революционное движение. Участник Февральской революции 1917 года.
С 1920-х годов — преподаватель Коммунистического университета имени Свердлова, в дальнейшем работал в Московском педагогическом институте, Институте истории Коммунистической академии.
Вместе с Г С. Фридляндом издал в 1923 году «Хрестоматию по истории революционного движения Западной Европы (Англия, Франция, Германия) XIX и XX вв.», которая с 1923 по 1931 год переиздавалась шесть раз. Общий тираж всех изданий составил около 200 тыс. экземпляров.
В 1930 году написал работу «Большевики о германской социал-демократии в период её предвоенного кризиса», спустя год осуждённую И. В. Сталиным в статье «О некоторых вопросах истории большевизма».
Арестован 16 июня 1937 года. С 1946 года — спецпоселенец в городе Мцхета. Освобождён и реабилитирован в 1958 году.
В 1960-е годы — сотрудник Института истории АН СССР.

## Основные работы
- Парижская коммуна 1871 года. — М. : Ком. ун-т им. Я. М. Свердлова, 1925. — 156, [1] с.

Переиздания: М.; Л., 1931; М., 1964; М., 1971.
- Франц Меринг. Революционер, учёный, публицист. — М. : Наука, 1979. — 120 с. — (Научные биографии).